# Rue du Pont-Mouja
Pour les articles homonymes, voir Rue du Pont.
La rue du Pont-Mouja est une voie de la commune française de Nancy, sise au sein du département de Meurthe-et-Moselle, en région Lorraine.

## Situation et accès
La rue du Pont-Mouja est comprise dans le périmètre de la Ville-neuve, et appartient administrativement au quartier Charles III - Centre Ville.
Depuis son extrémité nord et la place Stanislas, la rue du Pont-Mouja prolonge la rue des Dominicains en direction de la rue Saint-Nicolas. La voie possède une direction générale nord-sud, et relie la rue Saint-Georges, au nord, à l'intersection des rues de la Faïencerie et de la Primatiale.

## Origine du nom
Vocable essentiellement populaire donné à cette rue en souvenir d'un brave savetier du quartier, nommé Durand Meugeart (devenu par la suite la maison Coanet), qui aidait les gens, à traverser au moyen d'une planche et argent comptant, le ruisseau Saint-Jean, qui coulait en plein air au milieu de la chaussée.

## Historique

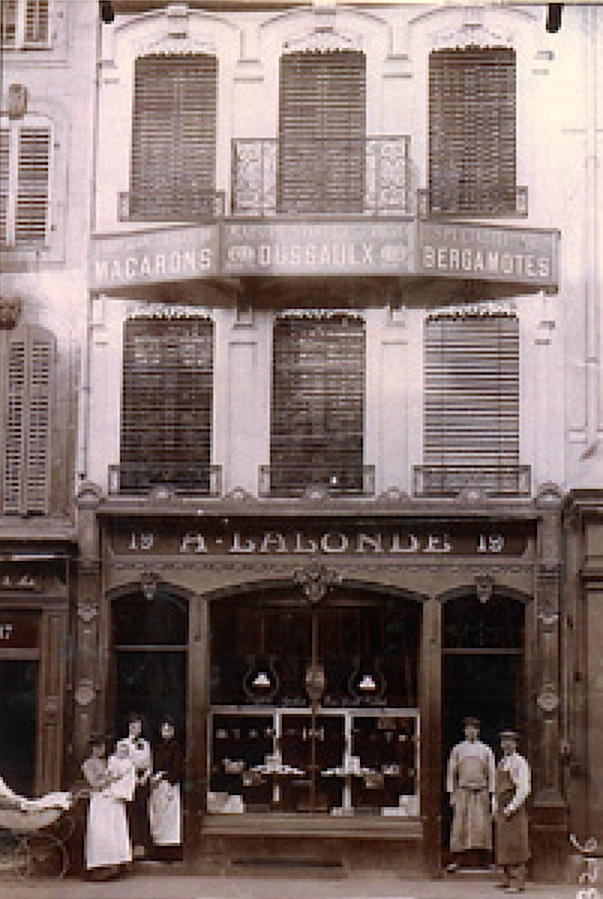
La confiserie Dussaulx-Lalonde, au no 19, en 1904.

C'est le second tronçon de l'ancienne « rue Saint-Nicolas » qui commençait à la place Royale. Elle a porté les noms de « rue Neuve-Saint-Nicolas » en 1728, « rue du Pont-Meugeart », ou « rue du Pont-Moujart », ou « rue du Pont-Mouja » en 1777, « rue Voltaire » en 1795, « rue du Pont-Mouja » depuis 1814.